# Cernay-la-Ville
Cernay-la-Ville település Franciaországban, Yvelines megyében. Lakosainak száma 1526 fő (2022. január 1.). Cernay-la-Ville Auffargis, Bullion, La Celle-les-Bordes, Choisel és Senlisse községekkel határos.

## Népesség
A település népességének változása:
| Lakosok száma | 1633 | 1602 | 1627 | 1577 | 1570 | 1559 | 1546 | 1536 | 1526 |
|               | 2013 | 2015 | 2016 | 2017 | 2018 | 2019 | 2020 | 2021 | 2022 |